# Ssabagabo
Ssabagabo of Makindye-Ssabagabo is een stad in Oeganda. De stad ligt ten zuiden van de hoofdstad Kampala. In 2020 had Ssabagabon 413.400 inwoners.